# Peder Koch Jensen
Peder Koch Jensen (30. november 1897 – 18. november 1975) var en dansk journalist, der fra 1944 til 1970 var chefredaktør for Dagbladet Børsen.
Koch Jensen blev ansat som studentermedhjælper ved Børsen i 1918 og blev senere uddannet cand.polit. fra Københavns Universitet.